# 北京市工人北戴河疗养院

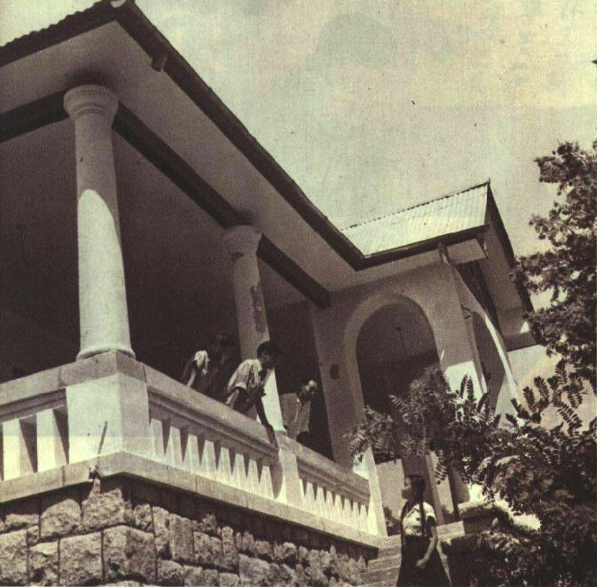
1952年的北戴河北京市总工会工人休养所，原载《人民画报》1952年第8期

北京市工人北戴河疗养院，位于河北省秦皇岛市北戴河区草厂西路26号，是北京市总工会直属事业单位，也是北戴河历史最悠久的疗养院之一。

## 简介
北京市工人北戴河疗养院坐落在北戴河海滨中部，西望联峰山，西侧紧邻中共中央直属机关北戴河服务局，南邻碣石园，再向南便是海滨沙滩。1952年，北京市工人北戴河疗养院经中央人民政府政务院总理周恩来批准建立。
1950年代到1960年代，该疗养院仅有床位一百多张，每年能接待一、两千位劳动模范。当时，著名劳动模范李瑞环、倪志福、张百发、张秉贵等都曾来此休养。文革时期，疗养院被指责为“越养越修”，被迫关闭，休养楼年久失修，院内杂草丛生，不少地块还种了庄稼或被人侵占。
中共十一届三中全会后，疗养院重现生机。1980年，北京市人民政府拨款新建了七号、八号、九号三栋新楼。1991年又对此楼装修改造，添置高档家具。1997年，北京市总工会投资在疗养院东院新建了二星级宾馆“京工宾馆”，疗养院床位增至480多张，每年可接待近万人。2012年8月，来自北京市各行各业的80名劳动模范在北京市总工会安排下，在2012年重新装修一新的北京工人北戴河疗养院度过4天休养假期。
北京市工人北戴河疗养院是北京市总工会在北戴河地区唯一的疗养事业单位。总占地面积近80亩。分为东院、西院，东院比西院稍大。另有一个小庭院占地2亩多，因大门为月亮门，故称“月亮门小院”。整个疗养院内有别墅楼、休养楼、宾馆十多栋。主要建筑有：
- 五凤楼：西院内中央有相邻的五栋小楼，是中华民国时期建筑，人称“五凤楼”，2006年列入全国重点文物保护单位“北戴河近代建筑群”[2]。2010年代，五凤楼已外包出去，不对散客提供入住服务[4]。
- 鸿雁楼：位于西院的北区，五凤楼东北，三层米黄色楼房，是对外开放的客房楼[4]。
- 京工宾馆：即东院，主要建筑有[4]：
  - 五月楼：位于北部
  - 贤勤楼：位于东北，五月楼以东
  - 明月楼：位于东部，贤勤楼以南
  - 满江楼：位于西北，五月楼西南
  - 云帆楼：位于西部，满江楼东南
  - 幽燕楼：位于中央，明月楼和云帆楼之间
  - 观海楼：位于南部，幽燕楼以南[4]